# American Music Awards de 2016
O 44º American Music Awards ocorreu no dia 20 de novembro de 2016, no Microsoft Theater, em Los Angeles. O AMAs de 2016 sofreu uma queda de 31% em comparação à edição de 2015 entre os adultos de 18-49 anos e 26% entre os telespectadores em geral, somando apenas 8,2 milhões de telespectadores, a menor audiência na história da premiação.

## Apresentações
| Artista(s)                                           | Canção(ões)                                                                   |
| ---------------------------------------------------- | ----------------------------------------------------------------------------- |
| Bruno Mars                                           | "24K Magic"                                                                   |
| Niall Horan                                          | "This Town"                                                                   |
| Fifth Harmony                                        | "That's My Girl"                                                              |
| The Chainsmokers Halsey                              | "Closer"                                                                      |
| James Bay                                            | "Let It Go"                                                                   |
| Shawn Mendes                                         | "Treat You Better" Mercy"                                                     |
| The Weeknd                                           | "Starboy"                                                                     |
| Ariana Grande Nicki Minaj                            | "Side to Side"                                                                |
| John Legend                                          | "Love Me Now"                                                                 |
| Twenty One Pilots                                    | "Heathens" Stressed Out"                                                      |
| Lady Gaga                                            | "Million Reasons"                                                             |
| Green Day                                            | "Bang Bang"                                                                   |
| Sting                                                | "I Can't Stop Thinking About You" Message in a Bottle" Every Breath You Take" |
| DJ Khaled Nicki Minaj Rick Ross Future August Alsina | "Do You Mind"                                                                 |
| Maroon 5 Kendrick Lamar                              | "Don't Wanna Know"                                                            |

## Apresentadores
- Bebe Rexha
- Ryan Seacrest
- Hailee Steinfeld
- Taraji P. Henson
- Octavia Spencer
- Nina Dobrev
- Ciara
- Matt Bomer
- Heidi Klum
- Zoe Saldana
- Karlie Kloss
- Steven Yeun
- Robert Downey Jr.
- Teyana Taylor
- Idina Menzel
- Julianne Hough
- Blake Jenner
- Gigi Gorgeous
- Erin Foster
- Sara Foster
- Florida Georgia Line
- Ansel Elgort
- Rebecca Romijn
- Mark Cuban
- Jenny McCarthy
- Olivia Munn
- Chrissy Teigen
- Rachel Platten
- Bella Thorne
- Keke Palmer

## Apresentações no Tapete Vermelho
- Emeli Sande
- Spencer Ludwig

## Apresentadores no Tapete Vermelho
- Bailee Madison
- Jeannie Mai
- Laura Marano
- George Kotsiopoulos
- Rocsi Diaz
- Roshon Fegan
- Kira Kazantsev

## Vencedores e indicados
As nomeações foram anunciadas em 10 de outubro de 2016.
| Artista do Ano | Novo Artista do Ano |
| --- | --- |
| - Ariana Grande - Justin Bieber - Selena Gomez - Rihanna - Carrie Underwood | - Zayn - Alessia Cara - The Chainsmokers - DNCE - Shawn Mendes - Bryan Danny                                                      |
| Artista Masculino Favorito de Pop/Rock | Artista Feminina Favorita de Pop/Rock                                                                                             |
| - Justin Bieber - Drake - The Weeknd | - Selena Gomez - Adele - Rihanna                                                                                                  |
| Banda/Duo/Grupo Favorito de Pop/Rock | Álbum Favorito de Pop/Rock |
| - Twenty One Pilots - The Chainsmokers - DNCE | - Purpose – Justin Bieber - 25 – Adele - Views – Drake                                                                            |
| Canção Favorita de Pop/Rock | Artista Masculino Favorito de Country                                                                                             |
| - "Love Yourself" – Justin Bieber - "Hello" – Adele - "One Dance" − Drake featuring Wizkid and Kyla | - Blake Shelton - Luke Bryan - Thomas Rhett                                                                                       |
| Artista Feminina Favorita de Country | Duo ou Grupo Favorito de Country                                                                                                  |
| - Carrie Underwood - Kelsea Ballerini - Cam | - Florida Georgia Line - Old Dominion - Zac Brown Band                                                                            |
| Álbum Favorito de Country | Canção Favorita de Country |
| - Storyteller – Carrie Underwood - Kill the Lights – Luke Bryan - Traveller – Chris Stapleton | - "Humble and Kind" – Tim McGraw - "H.O.L.Y." – Florida Georgia Line - "Die a Happy Man" – Thomas Rhett                           |
| Artista Favorito de Rap/Hip-Hop | Álbum Favorito de Rap/Hip-Hop |
| - Drake - Fetty Wap - Future | - Views – Drake - What a Time to Be Alive – Drake and Future - Fetty Wap – Fetty Wap                                              |
| Canção Favorita de Rap/Hip-Hop | Artista Masculino Favorito de Soul/R&B                                                                                            |
| - "Hotline Bling" – Drake - "Panda" – Desiigner - "679" – Fetty Wap | - Chris Brown - Bryson Tiller - The Weeknd                                                                                        |
| Artista Feminina Favorita de Soul/R&B | Álbum Favorito de Soul/R&B |
| - Rihanna - Beyoncé - Janet Jackson | - Anti – Rihanna - Lemonade – Beyoncé - Trapsoul – Bryson Tiller                                                                  |
| Canção Favorita de Soul/R&B | Artista Alternativo Favorito |
| - "Work" – Rihanna featuring Drake - "One Dance" − Drake featuring Wizkid and Kyla - "Don't" − Bryson Tiller | - Twenty One Pilots - Coldplay - X Ambassadors                                                                                    |
| Artista Adulto Contemporâneo Favorito | Artista Latino Favorito |
| - Adele - Rachel Platten - Meghan Trainor | - Enrique Iglesias - J Balvin - Nicki Jam                                                                                         |
| Artista Contemporâneo Inspirador Favorito | Artista EDM Favorito |
| - Hillsong United - Lauren Daigle - Chris Tomlin | - The Chainsmokers - Calvin Harris - Major Lazer                                                                                  |
| Videoclipe do Ano | Melhor Trilha Sonora |
| - "Sorry" – Justin Bieber - "Panda" – Desiigner - "Work – Rihanna featuring Drake | - Purple Rain - Star Wars: O Despertar da Força - Esquadrão Suicida                                                               |
| Colaboração do Ano | Turnê do Ano |
| - "Work from Home" – Fifth Harmony featuring Ty Dolla Sign - "Don't Let Me Down" – The Chainsmokers featuring Daya - "One Dance" − Drake featuring Wizkid and Kyla - "Work" – Rihanna featuring Drake - "Like I'm Gonna Lose You" – Meghan Trainor featuring John Legend | - The Formation World Tour – Beyoncé - Rebel Heart Tour – Madonna - The River Tour 2016 – Bruce Springsteen and the E Street Band |

## Prêmios Especiais
Prêmio de Mérito
- Sting[6]